# OR6C2
OR6C2 (англ. Olfactory receptor family 6 subfamily C member 2) – білок, який кодується однойменним геном, розташованим у людей на короткому плечі 12-ї хромосоми. Довжина поліпептидного ланцюга білка становить 312 амінокислот, а молекулярна маса — 35 178.
| 10         |  | 20         |  | 30         |  | 40         |  | 50         |
| ---------- |  | ---------- |  | ---------- |  | ---------- |  | ---------- |
| MKNHTVIRTF |  | ILLGLTGDPH |  | LQVLLFIFLF |  | LTYMLSVTGN |  | LTIITLTLVD |
| HHLKTPMYFF |  | LRNFSFLEVS |  | FTTVCIPRFL |  | YNISMGDNTI |  | TYNACASQIF |
| FVILFGATEF |  | FLLAAMSYDR |  | YVAICKPLHY |  | VVIMNNRVCT |  | LLVLCCWVAG |
| LMIIVPPLSL |  | GLQLEFCDSN |  | AIDHFSCDAG |  | PLLKISCSDT |  | WVIEQMVILM |
| AVFALIITLV |  | CVILSYLYIV |  | RTILKFPSVQ |  | QRKKAFSTCS |  | SHMIVVSIAY |
| GSCIFIYIKP |  | SAKDEVAINK |  | GVSVLTTSVA |  | PLLNPFIYTL |  | RNKQVKQAFS |
| DSIKRIAFLS |  | KK         |  |            |  |            |  |            |

A: Аланін

C: Цистеїн

D: Аспарагінова кислота

E: Глутамінова кислота

F: Фенілаланін

G: Гліцин

H: Гістидин

I: Ізолейцин

K: Лізин

L: Лейцин

M: Метіонін

N: Аспарагін

P: Пролін

Q: Глутамін

R: Аргінін

S: Серин

T: Треонін

V: Валін

W: Триптофан

Кодований геном білок за функціями належить до рецепторів, g-білокспряжених рецепторів, білків внутрішньоклітинного сигналінгу. 
Локалізований у клітинній мембрані, мембрані.